# Mex, Valais
Mex är en ort i kommunen Saint-Maurice i kantonen Valais, Schweiz. Orten var före den 1 januari 2013 en egen kommun, men inkorporerades då in i kommunen Saint-Maurice.